# 斯萊特菲耶爾山
72°8′S 3°19′W / 72.133°S 3.317°W
斯萊特菲耶爾山，是南極洲的山峰，位於毛德皇后地的瑪塔公主海岸，處於艾于赫峰以西1.9公里，屬於阿爾曼嶺的一部分，根據挪威探險隊的測量和拍攝的空中照片繪入地圖，現時由南極條約體系管理。